# Rational Unified Process
Rational Unified Process (RUP) — методология разработки программного обеспечения, созданная компанией Rational Software.

## Принципы
В основе RUP лежат следующие принципы:
- Ранняя идентификация и непрерывное (до окончания проекта) устранение основных рисков.
- Концентрация на выполнении требований заказчиков к исполняемой программе (анализ и построение модели прецедентов (вариантов использования).
- Ожидание изменений в требованиях, проектных решениях и реализации в процессе разработки.
- Компонентная архитектура, реализуемая и тестируемая на ранних стадиях проекта.
- Постоянное обеспечение качества на всех этапах разработки проекта (продукта).
- Работа над проектом в сплочённой команде, ключевая роль в которой принадлежит архитекторам.

## Процессы и стадии RUP
RUP использует итеративную модель разработки. В конце каждой итерации (в идеале продолжающейся от 2 до 6 недель) проектная команда должна достичь запланированных на данную итерацию целей, создать или доработать проектные артефакты и получить промежуточную, но функциональную версию конечного продукта. Итеративная разработка позволяет быстро реагировать на меняющиеся требования, обнаруживать и устранять риски на ранних стадиях проекта, а также эффективно контролировать качество создаваемого продукта. Первые идеи итеративной модели разработки были заложены в «спиральной модели».
Полный жизненный цикл разработки продукта состоит из четырёх фаз, каждая из которых включает в себя одну или несколько итераций:

Графическое представление процесса разработки по RUP

### 1. Начальная стадия (Inception)
В фазе начальной стадии:
- Формируются видение и границы проекта.
- Создается экономическое обоснование (business case).
- Определяются основные требования, ограничения и ключевая функциональность продукта.
- Создается базовая версия модели прецедентов.
- Оцениваются риски.

При завершении начальной фазы оценивается достижение этапа жизненного цикла цели (англ. Lifecycle Objective Milestone), которое предполагает соглашение заинтересованных сторон о продолжении проекта.

### 2. Уточнение (Elaboration)
В фазе «Уточнение» производится анализ предметной области и построение исполняемой архитектуры. Это включает в себя:
- Документирование требований (включая детальное описание для большинства прецедентов).
- Спроектированную, реализованную и оттестированную исполняемую архитектуру.
- Обновленное экономическое обоснование и более точные оценки сроков и стоимости.
- Сниженные основные риски.

Успешное выполнение фазы уточнения означает достижение этапа жизненного цикла архитектуры (англ. Lifecycle Architecture Milestone).

### 3. Построение (Construction)
В фазе «Построение» происходит реализация большей части функциональности продукта. Фаза Построение завершается первым внешним релизом системы и вехой начальной функциональной готовности (Initial Operational Capability).

### 4. Внедрение (Transition)
В фазе «Внедрение» создается финальная версия продукта и передается от разработчика к заказчику. Это включает в себя программу бета-тестирования, обучение пользователей, а также определение качества продукта. В случае, если качество не соответствует ожиданиям пользователей или критериям, установленным в фазе Начало, фаза Внедрение повторяется снова. Выполнение всех целей означает достижение вехи готового продукта (Product Release) и завершение полного цикла разработки.